# 第16回フィルムフェア賞 南インド映画部門
第16回フィルムフェア賞 南インド映画部門（16th Filmfare Awards South）は、インドの映画賞。『フィルムフェア』が主催し、1968年の南インド映画（タミル語映画、テルグ語映画、マラヤーラム語映画）を対象としており、1969年に開催された。

## 受賞結果
| タミル語映画部門作品賞       | テルグ語映画部門作品賞 |
| ---------------------------- | ---------------------- |
| - 『Lakshmi Kalyanam』       | - 『Sudigundalu』      |
| マラヤーラム語映画部門作品賞 |                        |
| - 『Thulabharam』            |                        |